# El niño es nuestro
El niño es nuestro (en français L'enfant est à nous) est un film espagnol dramatico-romantique de 1973 réalisé par Manuel Summers. C'est la suite du film Adieu, cigogne, adieu (Adiós cigüeña, adiós).

## Synopsis
Après la naissance de leur enfant, Arturo et Paloma, aidés de leur fidèles amis, s'activent pour l'élever tout en restant cachés de leurs parents. Malheureusement, ceux-ci découvrent la vérité et leur retirent l'enfant, lequel est placé dans un orphelinat dirigé par des nonnes. Le jeune couple et leurs amis s'unissent alors pour le récupérer. Ils s'infiltrent de nuit dans l'orphelinat et retrouvent le bébé, reconnaissable par une tache de naissance en forme de lune sur la jambe. Les jeunes parents prennent ensuite la fuite afin d'élever leur petit garçon en paix.

## Distribution
- María Isabel Álvarez : Paloma
- Francisco Villa : Arturo
- Mercedes Boque
- Alfredo Santacruz
- Currito Martín
- Beatriz Galbó
- Joaquín Goma

## Autour du film
- Le réalisateur Manuel Summers décida de tourner cette suite, non prévu initialement, après l'immense succès rencontré par le premier film. Malheureusement, elle ne connaîtra pas le triomphe de son prédécesseur.
- Ce film reprend exactement le même casting que le précédent, un casting uniquement composé d'acteurs non-professionnels.
- L'édition DVD, considérant un diptyque, regroupe les deux films.